# Jiliza
Jiliza es una localidad del raión de Turmanyan, en la provincia de Lorri, Armenia. Según el censo de 2011, tiene una población de 136 habitantes.
Está ubicada al noreste de la provincia, a poca distancia del río Debet —un afluente derecho del río Kurá— y de la frontera con Georgia y la provincia de Tavush.
El poblado está situado a una altitud de 1105 metros sobre el nivel del mar, en una zona rica en monumentos históricos armenios.